# Carlos Masquelet
Carlos Masquelet Lacaci (Ferrol, 14 juillet 1871 - La Junquera, 1948) est un homme politique et militaire espagnol. Pendant la période de la Seconde République il occupe diverses fonctions -politique ou militaire- comme chef de l'état-major de l'armée centrale ou ministre de la guerre. Pendant la guerre civile, il joue un rôle important dans la conception du plan défensif de Madrid.